# Новомалороссийское сельское поселение
Новомалороссийское сельское поселение — муниципальное образование в Выселковском районе Краснодарского края России.
В рамках административно-территориального устройства Краснодарского края ему соответствует Новомалороссийский сельский округ.
Административный центр — станица Новомалороссийская.

## Население
| 2010  | 2012  | 2013  | 2014  | 2015  | 2016  | 2017  |
| ----- | ----- | ----- | ----- | ----- | ----- | ----- |
| 6888  | ↘6858 | ↘6832 | ↗6861 | ↘6847 | ↘6790 | ↘6754 |
| 2018  | 2019  | 2020  | 2021  | 2023  |       |       |
| ↘6727 | ↘6659 | ↘6532 | ↘5850 | ↘5706 |       |       |

## Населённые пункты
В состав сельского поселения (сельского округа) входят 2 населённых пункта:
| № | Населённый пункт   | Тип населённого пункта | Население (чел.) |
| - | ------------------ | ---------------------- | ---------------- |
| 1 | Новомалороссийская | станица                | ↘5038            |
| 2 | Новогражданская    | станица                | ↘812             |